# J. A. G. Roberts
John Anthony George Roberts (1935) è uno storico e docente inglese.  Insegna presso l'Università di Huddersfield, nel Regno Unito.

## Opere
Ha tenuto numerose conferenze sulla storia della Cina e del Giappone e ha un interesse speciale per le percezioni occidentali della società cinese e giapponese. È autore di A History of China (2000) e China to Chinatown: Chinese Food in the West (2002).